# Espectres vivents
Els anomenats espectres vivents, impalpables o incorporis són un tipus de fantasmagoria de format més complex que va aparèixer a principis de la dècada del 1860. Aquest mecanisme va ser explotat amb èxit per Jean Eugène Robert-Houdin i Henry Robin a París, i John Henry Pepper, que s'inspirà en aquesta tècnica per crear la del Fantasma de Pepper, i Henry Dircks a Londres i, més tard, va ser reprès per Georges Méliès, que el va utilitzar a diverses de les seves pel·lícules.

## Funcionament
Tal com es pot observar en algunes il·lustracions, els espectres vivents funcionaven de la manera següent: sota l'escenari d'un teatre, dins del fossar, es posava una llanterna màgica que projectava una llum molt forta sobre un actor que els espectadors no veien i que anava disfressat de fantasma. Davant de l'escenari, hi havia un mirall, sense estanyar i encastat en un marc, que tenia unes grans dimensions i estava col·locat amb una certa inclinació, aproximadament d'uns 45°, respecte del pla de l'escenari. D'aquesta manera, el fantasma lluminós que voltava pel fossar del teatre quedava reflectit al mirall i apareixia al costat de l'actor real que interpretava el seu paper sobre l'escenari.
Tot aquest mecanisme era ocultat al públic. Per tal d'aconseguir-ho, es folraven o es pintaven de color negre les parets del fossar i així s'evitava que qualsevol reflex pogués ser percebut pels espectadors i el trucatge quedés en evidència als seus ulls. D'altra banda, la il·luminació era proporcionada pel gas Drummond, el qual produïa una llum oxhídrica molt potent i brillant. Per a aconseguir l'efecte, la resta de la sala havia de tenir tots els seus llums apagats.
Aquest trucatge presentava molts problemes, ja que calia que el vidre fos pur i ben tallat, era necessari que la llum estigués perfectament regulada, tots els moviments dels actors havien d'estar completament sincronitzats amb la imatge reflectida i virtual del fantasma, el fantasma actuava dins del fossar en un pla inclinat, etc.
Com a curiositat, la pel·lícula The Illusionist (2006), dirigida per Neil Burger i protagonitzada per Edward Norton, explica la història d'un creador d'espectres vivents a la Viena de 1900.

## Els espectres vivents a l'òpera i el teatre de Catalunya
Els espectres vivents van ser introduïts per primer cop a Catalunya a principis de l'any 1863 al Teatre del Circ de Barcelona. Tot i això, aquests espectacles van adquirir fama quan van ser presentats al Gran Teatre del Liceu el 29 de desembre d'aquell mateix any, dins de l'òpera Macbeth de Giuseppe Verdi. Fins i tot, la premsa local (El Diario de Barcelona) es va fer ressò de l'estrena d'aquest espectacle tan innovador.
Aquesta tecnologia es va anar millorant després d'una estrena no del tot afortunada. El gener de l'any 1864, es va representar una obra de teatre amb l'ús del trucatge dels espectres vivents al Teatre Principal (El secreto de Miss Aurora) i a finals d'aquell mes al Teatre del Circ de la capital catalana es va estrenar l'obra El sueño de un soltero.